# Assemblea legislativa del Saskatchewan
L'Assemblea legislativa del Saskatchewan (in inglese: Legislative Assembly of Saskatchewan, in francese: Assemblée législative du Saskatchewan) è l'organo legislativo della provincia canadese del Saskatchewan. Essa si riunisce nel Saskatchewan Legislature Building, situato nella capitale provinciale, Regina, ed è composta da 61 membri eletti a maggioranza in altrettanti distretti elettorali. Il leader del partito di maggioranza è anche il Premier del Saskatchewan e dirige il governo noto come consiglio esecutivo.
I tre compiti principali dell'Assemblea legislativa sono l'emanazione di nuove leggi, l'approvazione del bilancio statale e la supervisione del governo.